# Tétraconque

Plan de l'église du Saint-Sauveur par Andrej Botek.

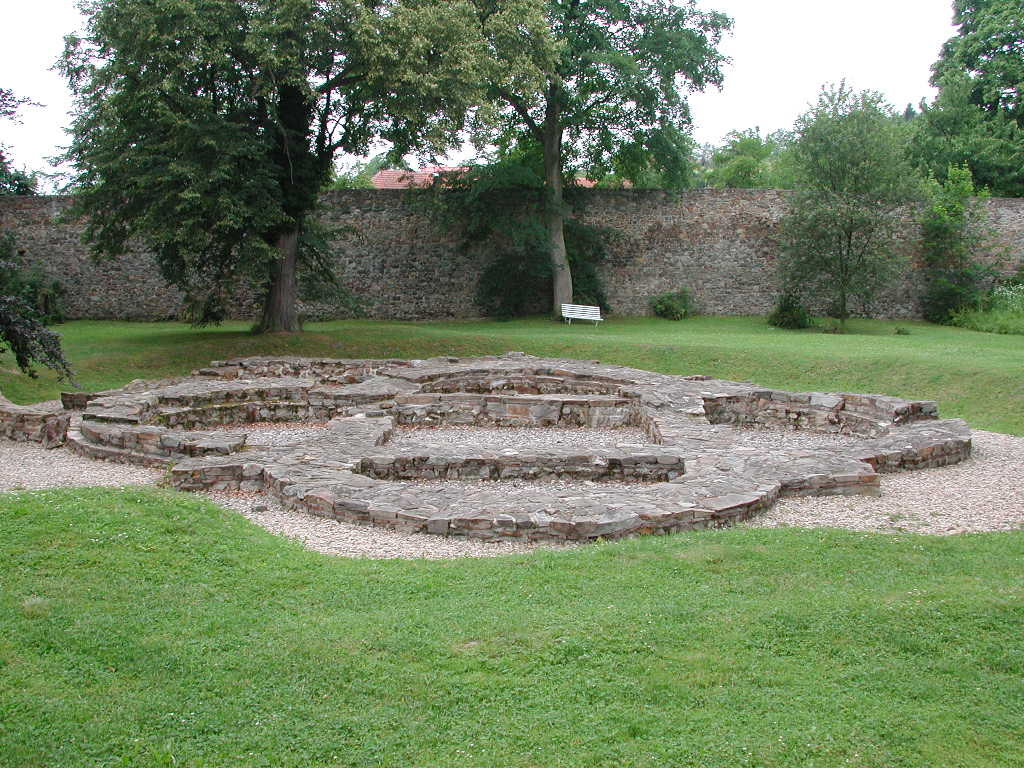
Fondation de la chapelle du monastère de Sázava datant de 1032.

Tétraconque est un terme employé comme substantif ou comme adjectif qualificatif pour décrire un plan en quatre-feuilles (en quadrilobe), notamment pour les édifices religieux à plan centré ou les grandes salles d'apparat des palais de l'Antiquité tardive.